# Úrvalsdeild Karla 1953
La Úrvalsdeild Karla 1953 fue la 42.ª edición del campeonato de fútbol islandés. El campeón fue el ÍA.

## Sistema de competición
Los 6 equipos se dividen en dos grupos de 3. Jugando una liguilla a partido único, el primero de cada grupo clasifica a la final por el título.

## Clasificación

### Grupo A
|   | Equipo         | PJ | PG | PE | PP | GF | GC | Dif | Pts |
| - | -------------- | -- | -- | -- | -- | -- | -- | --- | --- |
| 1 | ÍA             | 2  | 2  | 0  | 0  | 8  | 1  | +7  | 4   |
| 2 | KR Reykjavik   | 2  | 1  | 0  | 1  | 3  | 5  | -2  | 2   |
| 3 | Fram Reykjavik | 2  | 0  | 0  | 2  | 2  | 7  | -5  | 0   |

### Grupo B
|   | Equipo          | PJ | PG | PE | PP | GF | GC | Dif | Pts |
| - | --------------- | -- | -- | -- | -- | -- | -- | --- | --- |
| 1 | Valur Reykjavik | 2  | 2  | 0  | 0  | 15 | 0  | +15 | 4   |
| 2 | Víkingur        | 2  | 1  | 0  | 1  | 6  | 9  | +3  | 2   |
| 3 | Þróttur         | 2  | 0  | 0  | 2  | 1  | 14 | -13 | 0   |

### Final
| ÍA | 1 - 0 | Valur |